# Karl Wilhelm von Sanitz
Karl Wilhelm von Sanitz (* 11. Januar 1747 in Braunsfelde, Kreis Friedeberg; † 4. August 1821 in Glogau) war ein preußischer Generalleutnant, Chef des Infanterieregiments Nr. 50 und Ritter des Pour le Mérite.

## Leben

### Herkunft
Karl Wilhelm war Angehöriger des neumärkischen Adelsgeschlechts von Sanitz. Er war ein Sohn von Ernst Ludwig von Sanitz (* 1711, gefallen 1758 in Böhmen), sächsischer Kapitän und Kompaniechef im ehemals Infanterieregiment „Manstein“ und dessen Ehefrau Luise Gottliebe, geborene von Staudach.

### Militärkarriere
Sanitz wurde zunächst am 12. Mai 1762 Gefreitenkorporal im Infanterieregiment „Tauentzien“. Er erlebte damit das Ende des Siebenjährigen Krieges und wurde am 17. Mai 1763 noch Fähnrich. Am 25. November 1765 wurde er Secondeleutnant und nahm danach am Bayerischen Erbfolgekrieg teil. Am 2. August 1780 wurde er Stabskapitän und bereits am 4. September 1780 Kapitän und Kompaniechef. Am 26. Juni 1785 wurde er zum Major im Infanterieregiment Nr. 32 befördert (Patent vom 28. Januar 1765) und auch zum Kommandeur des Grenadierbataillons „Dobschütz“. Das Bataillon bestand aus je zwei Kompanien der Regimenter Nr. 32 und Nr. 28. Am 8. Juni 1792 erfolgte seine Beförderung zum Oberstleutnant und am 12. Dezember 1792 wurde er Kommandeur des Grenadierbataillons im Regiment Nr. 32. Während des Ersten Koalitionskrieges kämpfte er bei der Kanonade von Valmy, der Schlacht bei Kaiserslautern sowie des Gefechten bei Alsheim, Eschweiler, Zweibrücken, Deidesheim, St. Martin als auch der Belagerung von Verdun und Königstein. Für seinen Mut im Gefecht bei Alsheim erhielt er am 30. Mai 1793 den Pour le Mérite. Am 23. Januar 1794 wurde er Oberst und am 26. Februar 1799 Kommandeur des Infanterieregiments Nr. 32, aber bereits am 2. Oktober 1799 wurde er zum Chef des Infanterieregiments Nr. 50 ernannt. Am 20. Mai 1800 erhielt er die Ernennung zum Generalmajor (Patent vom 25. Mai 1800).
Am Beginn des Vierten Koalitionskrieges wurde er am 14. Oktober 1806 in der Schlacht bei Jena verwundet und im Gefecht bei Heiligenholz gefangen genommen, nachdem er mit dem Pferd gestürzt war. Es dauerte bis zum 6. März 1809, bis er sich wieder beim König melden konnte. Er setzte ihn auf halbes Gehalt. Zu seinem 50-jährigen Dienstjubiläum am 11. Mai 1812 erhielt er vom König 200 Taler.
Im März 1813 wurde Sanitz Mitglied der Kommission, welche die Konvention von Tauroggen des Generals Yorck von Wartenburg untersuchte. Sie kam zum Schluss, dass Yorck korrekt gehandelt und keine andere Möglichkeit mehr hatte, als zu unterschreiben. Am Beginn der Befreiungskriege wurde er am 6. Mai 1813 zum Kommandeur der 2. Division der Schlesischen Landwehr. Am 12. August 1815 wurde er als Generalleutnant pensioniert. Er starb am 4. August 1821 in Glogau.

### Familie
Er heiratete am 4. November 1783 in Breslau Wilhelmine Sophie Elisabeth von Grolman (* 8. Juli 1762; † 16. November 1842). Das Paar hatte folgende Kinder:
- Ludwig Friedrich Bogislav (1783–1836), preußischer Generalmajor
- Karl Gottlieb (* 10. Juli 1784; † 7. Dezember 1786)
- Georg Wilhelm (* 10. August 1785; † 10. Oktober 1789)
- Friedrich Heinrich Ludwig (* 19. Januar 1787; † 30. April 1788)
- Elisabeth Luise (* 2. Dezember 1795)[3]